# 乐清东塔
乐清东塔位于浙江省温州市乐清市乐成镇东皋山。塔建于北宋熙宁年间，南宋淳熙年间续建。现塔高七层，约18米，平面呈六边形，为楼阁式砖塔。1989年12月12日列入浙江省文物保护单位，2013年5月列入第七批全国重点文物保护单位。

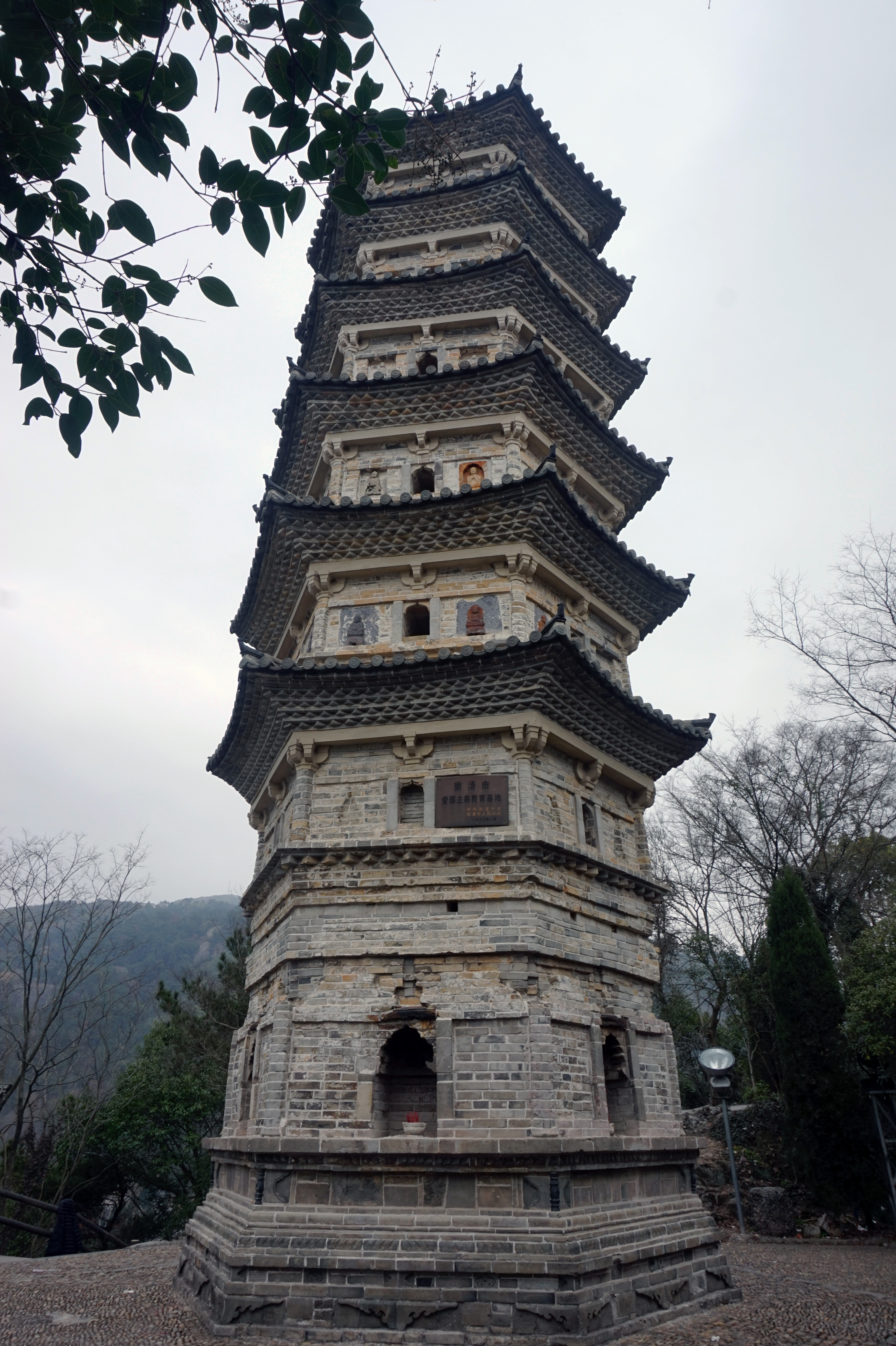